# Bảo Thanh
Bảo Thanh là một xã thuộc huyện Phù Ninh, tỉnh Phú Thọ, Việt Nam.
Xã Bảo Thanh có diện tích 6,43 km², dân số là 2810 người (năm 1999), mật độ dân số đạt 438 người/km².